# Jan Pappelbaum
Jan Pappelbaum (* 1966 in Dresden) ist ein deutscher Bühnenbildner.

## Leben
Jan Pappelbaum ist der Sohn der Schauspieler Heiderose und Siegfried Pappelbaum. Seine Kindheit und Jugend verbrachte er in Leipzig und machte dort sein Abitur, spielte Volleyball beim Sportclub Leipzig und absolvierte eine Ausbildung zum Maurer. Von 1988 bis 1995 studierte Pappelbaum Architektur an der Bauhaus-Universität Weimar. Von 1990 bis 1993 war er Leiter des Studententheaters. 1993 war er Assistent von Dieter Klaß beim Kunstfest Weimar. Er arbeitete immer wieder mit den Regisseuren Thomas Ostermeier, Tom Kühnel und Robert Schuster. Von 1998 bis 1999 war er Bühnenbildner am Schauspiel Frankfurt. Von 1999 bis 2001 war er Ausstattungsleiter und Bühnenbildner am Theater am Turm Frankfurt.
Seit 2001 ist Pappelbaum Ausstattungsleiter und Bühnenbildner an der Schaubühne Berlin. Als freier Bühnenbildner arbeitet er u. a. an Theater- und Opernhäusern in Weimar, Cottbus, New York, Salzburg, Wien, Stuttgart, er ist Ausstellungsgestalter, übt verschiedene Lehrtätigkeiten an Theatern, Festivals, Hochschulen und Universitäten aus und ist Fotograf.
Er ist verheiratet und lebt in Berlin.

## Tätigkeit als Bühnenbildner
Erste Arbeiten am bat-Studiotheater und Maxim-Gorki-Theater Berlin, mit den Regisseurinnen und Regisseuren Claudia Bauer, Tom Kühnel und Robert Schuster, Thomas Ostermeier. Festengagement am Schauspiel Frankfurt mit dem Kollektiv um die Regisseure Tom Kühnel und Robert Schuster, in Berlin erst am Maxim-Gorki-Theater, dann für die Baracke am Deutschen Theater, seit 2000 Bühnenbildner und Leiter der Ausstattung der Schaubühne Berlin
An der Schaubühne Berlin Bühnenbilder für über fünfzig Produktionen, hauptsächlich für Arbeiten von Thomas Ostermeier, ebenso für Tom Kühnel, Falk Richter, Patrick Wengenroth, Armin Petras, Stas Zyrkov, Marius von Mayenburg, James Macdonald, Enrico Stolzenburg, Benedict Andrews, Ingo Berk, Rafael Sanchez, Constanza Macras, Shannon Murphy und Marco Layera
Parallel freie Arbeiten als Bühnenbildner für Schauspielproduktionen der Regisseure Andrea Moses, Thomas Ostermeier, Tom Kühnel, Christian Weise, Igor Golyak in Amsterdam, Lausanne, Wien, Moskau, Tallin, Avignon, New York, Salzburg, Schwerin, Halle, Hoyerswerda
Bühnenbilder für Opernarbeiten, u. a. von Andrea Moses in Berlin, Salzburg, Wien, Stuttgart, Weimar, auch mit Armin Petras in Cottbus

## Ausstellungsarchitekturen, Gestaltung von Wechselausstellungen
- 1999 Jan Pappelbaum. Aus Meisterhand - Zeichnungen, Partituren und Autographen aus der Pierpont Morgen Library, New York, (1999) und Mehr Licht – die bildende Kunst der Aufklärung, Städelsches Kunstinstitut Frankfurt/Main
- 2009 Jan Pappelbaum. Bühnen – Stages – Scenerom, Nationalmuseum für Kunst, Architektur und Design, Oslo
- 2017 Ausstellung seiner Fotografien: Transit, Schaubühne am Lehniner Platz Berlin
- 2011 Jan Pappelbaum. Scenografie, Museum der Japanischen Kunst und Technik Manggha, Krakau
- 2022 Jan Pappelbaum. Auf die Plätze - Ausstellung über Sport und Gesellschaft (2011), Kuratorin Susanne Wernsing; Von Genen und Menschen – Wer wir sind und werden könnten (2022) Kuratorin Victoria Krason, Deutsches Hygiene-Museum Dresden

## Lehrtätigkeiten
- 2018 Workshop und Seminar, Westkowloon Cultural District Authority (WKCDA), Hong Kong; What Is Stage: From Text to Space
- 2023 Gastprofessur und Gestaltung eines Semesterateliers an der Università della Svizzera italiana Mendrisio, Accademia di architettura, Playgrounds. Architectures on the stage
- Weitere verschiedene Bühnenbild-Workshops in Skopje, Moskau, Paris, Berlin; Vorträge und Präsentation seiner Arbeiten weltweit

## Sonstiges
- 2006 Monografie Jan Pappelbaum – Bühnen / Stages herausgegeben von Ute Müller-Tischler, Verlag Theater der Zeit

## Inszenierungen
- 1995 Weihnachten bei Ivanows von Aleksandr Vvedenski, Maxim Gorki Theater Berlin, Regie: Tom Kühnel und Robert Schuster
- 1996 Stella oder Der letzte Tag der Miss Sara Sampson nach Johann Wolfgang von Goethe und Gotthold Ephraim Lessing, Maxim Gorki Theater, Regie: Tom Kühnel und Robert Schuster
- 1996 Warten auf Godot von Samuel Beckett, Schauspiel Frankfurt, Regie: Tom Kühnel und Robert Schuster
- 1997 Der Drache von Jewgeni Schwarz, Maxim Gorki Theater Berlin, Regie: Tom Kühnel und Robert Schuster
- 1997 Alles wird gut von Matthias Altenburg (Uraufführung), Theater Bremen, Tom Kühnel und Robert Schuster
- 1997 Mann ist Mann von Bertolt Brecht, Baracke am Deutschen Theater Berlin, Regie: Thomas Ostermeier
- 1997 Alice im Wunderland von Lewis Carroll, Schauspiel Frankfurt, Regie: Tom Kühnel und Robert Schuster
- 1997 Peer Gynt von Henrik Ibsen, Schauspiel Frankfurt, Regie: Tom Kühnel und Robert Schuster
- 1998 Titus Andronicus von William Shakespeare, Schauspiel Frankfurt, Regie: Tom Kühnel und Robert Schuster
- 1998 Unter der Gürtellinie von Richard Dresser, Baracke am Deutschen Theater Berlin, Regie: Thomas Ostermeier
- 1998 Das verlorene Wort von Gion Mathias Cavelty (Uraufführung), Schauspiel Frankfurt, Regie: Christian Tschirner und Paul Viebeg
- 1999 Der blaue Vogel von Maurice Maeterlinck, Deutsches Theater Berlin, Regie: Thomas Ostermeier
- 1999 Faust I von Johann Wolfgang von Goethe, Schauspiel Frankfurt, Regie: Tom Kühnel und Robert Schuster
- 1999 Faust II von Johann Wolfgang von Goethe, Schauspiel Frankfurt, Regie: Tom Kühnel und Robert Schuster
- 1999 Deutsch für Ausländer von Soeren Voima (Uraufführung), Theater am Turm Frankfurt, Regie: Tom Kühnel und Robert Schuster
- 2000 Personenkreis 3.1 von Lars Norén, Schaubühne Berlin, Regie: Thomas Ostermeier
- 2000 Das Kontingent von Soeren Voima (Uraufführung), Schaubühne Berlin, Regie: Tom Kühnel und Robert Schuster
- 2000 Die Möwe von Anton Tschechow, Theater am Turm Frankfurt, Regie: Frank-Patrick Steckel
- 2001 Dantons Tod von Georg Büchner, Schaubühne Berlin, Regie: Thomas Ostermeier
- 2001 Die Arabische Nacht von Roland Schimmelpfennig, Schaubühne Berlin, Regie: Tom Kühnel
- 2001 Supermarket von Biljana Srbljanovic (Uraufführung), Schaubühne Berlin, Regie: Thomas Ostermeier
- 2002 Goldene Zeiten von Richard Dresser, Schaubühne Berlin, Regie: Thomas Ostermeier
- 2002 Die heilige Johanna der Schlachthöfe von Bertolt Brecht, Schaubühne Berlin, Regie: Tom Kühnel
- 2002 Nora von Henrik Ibsen, Schaubühne Berlin, Regie: Thomas Ostermeier (Einladung zum Berliner Theatertreffen 2003)
- 2003 Wunschkonzert von Franz Xaver Kroetz, Schaubühne Berlin, Regie: Thomas Ostermeier
- 2003 Woyzeck von Georg Büchner, Schaubühne Berlin, Regie: Thomas Ostermeier
- 2003 Suburban Motel 1-6 von George F. Walker, Schaubühne Berlin, Regie: Thomas Ostermeier, Armin Petras und Enrico Stolzenburg
- 2003 Der Würgeengel von Karst Woudstra, Schaubühne Berlin, Regie: Thomas Ostermeier
- 2004 Das System 1 / Electronic City von Falk Richter, Schaubühne Berlin, Regie: Tom Kühnel
- 2004 Das System 2 / Unter Eis von Falk Richter (Uraufführung), Schaubühne Berlin, Regie: Falk Richter
- 2004 Das System 3 / Amok – Weniger Notfälle von Falk Richter, Schaubühne Berlin, Regie: Falk Richter
- 2004 Das System 4 / Hotel Palestine von Falk Richter (Uraufführung), Schaubühne Berlin, Regie: Falk Richter
- 2004 Lulu von Frank Wedekind, Schaubühne Berlin, Regie: Thomas Ostermeier
- 2004 Baumeister Solness von Henrik Ibsen, Burgtheater Wien, Regie: Thomas Ostermeier
- 2004 Eldorado von Marius von Mayenburg (Uraufführung), Schaubühne Berlin, Regie: Thomas Ostermeier
- 2005 Zerbombt von Sarah Kane, Schaubühne Berlin, Regie: Thomas Ostermeier
- 2005 Die Dummheit von Raffael Spregelburd, Schaubühne Berlin, Regie: Tom Kühnel
- 2005 Hedda Gabler von Henrik Ibsen, Schaubühne Berlin, Regie: Thomas Ostermeier (Einladung zum Berliner Theatertreffen 2006)
- 2006 Trauer muss Elektra tragen von Eugene O’Neill, Schaubühne Berlin, Regie: Thomas Ostermeier
- 2006 Ein Sommernachtstraum nach William Shakespeare, Schaubühne Berlin, Regie und Choreographie: Thomas Ostermeier und Constanza Macras
- 2007 Die Katze auf dem heißen Blechdach von Tennessee Williams, Schaubühne Berlin, Regie: Thomas Ostermeier
- 2007 Room Service von John Murray und Allen Boretz, Schaubühne Berlin, Regie: Thomas Ostermeier
- 2007 Im Ausnahmezustand von Falk Richter, Schaubühne Berlin, Regie: Falk Richter
- 2008 DIE STADT und DER SCHNITT von Martin Crimp (Uraufführung) und Mark Ravenhill, Schaubühne Berlin, Regie: Thomas Ostermeier
- 2008 Hamlet von William Shakespeare, Schaubühne Berlin, Regie: Thomas Ostermeier
- 2009 John Gabriel Borkmann von Henrik Ibsen, Schaubühne Berlin, Regie: Thomas Ostermeier
- 2010 The Americas – War of the Worlds von Patrick Wengenroth, Schaubühne Berlin, Regie: Patrick Wengenroth
- 2010 Othello von William Shakespeare, Schaubühne Berlin, Regie: Thomas Ostermeier
- 2011 Maß für Maß von William Shakespeare, Schaubühne Berlin, Regie: Thomas Ostermeier
- 2012 Ein Volksfeind von Henrik Ibsen, Schaubühne Berlin, Regie: Thomas Ostermeier
- 2012 Der Tod in Venedig / Kindertotenlieder nach Thomas Mann und Gustav Mahler, Schaubühne Berlin, Regie: Thomas Ostermeier
- 2013 Les revenants (Gespenster) von Henrik Ibsen, Théâtre Vidy Lausanne, Regie: Thomas Ostermeier
- 2013 De Meeuw (Die Möwe) von Anton Tschechow, Toneelgroep Amsterdam, Regie: Thomas Ostermeier
- 2013 Falstaff von Giuseppe Verdi, Staatsoper Stuttgart, Regie: Andrea Moses
- 2014 Kleine Füchse (Little Foxes) von Lillion Hellman, Schaubühne Berlin, Regie: Thomas Ostermeier
- 2015 Richard III. von William Shakespeare, Schaubühne Berlin, Regie: Thomas Ostermeier[1]
- 2015 Bella Figura von Yasmina Reza, Schaubühne Berlin, Regie: Thomas Ostermeier
- 2015 Die Meistersinger von Nürnberg von Richard Wagner, Staatsoper Berlin, Regie: Andrea Moses, Musikalische Leitung Daniel Barenboim
- 2016 Der Freischütz von Carl Maria von Weber, Deutsches Nationaltheater Weimar, Regie: Andrea Moses, Musikalische Leitung Martin Hoff
- 2016 La Mouette (Die Möwe) von Anton Tschechow, Théâtre Vidy Lausanne, Regie Thomas Ostermeier
- 2016 Professor Bernhardi von Arthur Schnitzler, Schaubühne Berlin, Regie: Thomas Ostermeier
- 2018 Die Entführung aus dem Serail von Wolfgang Amadeus Mozart, Mozartwoche Salzburg 2018 / Haus für Mozart, Regie: Andrea Moses, Musikalische Leitung: René Jacob
- 2018 Die Weiden von Johannes Maria Staud / Durs Grünbein, Staatsoper Wien, Regie Andrea Moses, Musikalische Leitung Ingo Metzmacher
- 2018 Ja heißt Ja und … - Lecture Performance Caroline Emcke, Schaubühne Berlin
- 2019 Metaware – Lecture Performance Mark Waschke, Schaubühne Berlin
- 2019 Jugend ohne Gott von Ödön von Horvath, Salzburger Festspiele (Landestheater Salzburg) / Schaubühne Berlin, Regie: Thomas Ostermeier
- 2020 Mephisto von Tom Lanoyes nach Klaus Mann, Mecklenburgisches Staatstheater Schwerin, Regie: Andrea Moses
- 2020 Gundermann: Alle oder keiner – Eine Revue von Tom Kühnel, Staatsschauspiel Dresden, Regie: Tom Kühnel
- 2021 ödipus von Maja Zade, Schaubühne Berlin, Regie: Thomas Ostermeier
- 2021 Aida von Giuseppe Verdi; Deutsches Nationaltheater und Staatskapelle Weimar, Regie: Andrea Moses, Musikalische Leitung Dominik Beykirch
- 2021 reden über sex von Maja Zade, Schaubühne Berlin, Regie: Marius von Mayenburg
- 2022 Sich waffnend gegen eine See von Plagen von Stas Zhyrkov und Pavlo Arie, Schaubühne Berlin, Regie: Stas Zhyrkov
- 2023 Der Silbersee. Ein Wintermärchen Schauspieloper von Kurt Weill mit einem Text von Georg Kaiser, Deutsches Nationaltheater und Staatskapelle Weimar, Regie: Andrea Moses, Musikalische Leitung Friedrich Praetorius
- 2023 Die Möwe von Anton Tschechow, Schaubühne Berlin, Regie & Co-Bühnenbild: Thomas Ostermeier
- 2024 Our Class von Tadeusz Słobodzianek, MART Foundation / BAM, Fisher Building, New York, Regie: Igor Golyak
- 2024 Postkarten aus dem Osten von Pavlo Arie, Martín Valdés-Stauber, Schaubühne Berlin, Regie: Stas Zhyrkov
- 2024 Tosca von Giacomo Puccini, Staatstheater Cottbus, Regie Armin Petras, Musikalische Leitung Alexander Merzyn